# Oxus (tidsskrift)
 For alternative betydninger, se Oxus. (Se også artikler, som begynder med Oxus)
Oxus er et dansksproget elektronisk tidsskrift, der udgives af Centralasiatisk Selskab. Undertiden bringes artikler på svensk og norsk og siden 2012 også artikler på engelsk, som tidligere ville have været bragt i selskabets internationale publikation The DSCA Journal. Oxus indeholder tematiske artikler om Centralasien og danske aktiviteter i tilknytning til regionen, foruden nyheder og anmeldelser. udkommer 1-4 gange om året. Bladet redigeres af selskabets bestyrelse.